# Julien Lejay
Julien (Jules) Lejay was een Franse occultist, rozenkruiser en martinist.
Lejay vertoefde, net als vele andere occultisten, in de Librairie du Merveilleux, opgericht in 1888 door Papus (Dr. Gerard Encausse) en Lucien Chamuel.
Bij de oprichting van het maandblad L’Initiation werd hij, samen met (Barlet) Albert Faucheux redactiesecretaris. 
Hij was lid van de martinistenorde, opgericht in 1888 door Papus. Toen in 1891 de eerste Opperraad werd opgericht, werd hij lid van deze raad. Andere leden waren: Papus (dr. Gerard Encausse), Augustin.Chaboseau, Stanislas de Guaita, Lucien Chamuel, François Charles Barlet, Paul Sédir (Yvon Leloup), Paul Adam, Maurice Barrès,  Georges Montière, Jaques Burget, en Joséphin Péladan.
Lejay richtte, samen met markies Stanislas de Guaita en Papus, in 1888 l'Ordre Kabbalistique de la Rose-Croix op.
Hij was een van de occultisten die bewondering toonden voor Eliphas Levi.